# Diana Ross
Diana Ross (født Diane Ernestine Earle Ross 26. marts 1944 i Detroit, Michigan) er amerikansk sanger og skuespiller. Hun har siden 1960'erne haft stjernestatus, først som medlem af gruppen The Supremes og siden som solist. Hun har indspillet over tyve albums og haft snesevis af hits med sange inden for genrer som soul, R&B og pop. Hun har desuden haft enkelte filmroller, først og fremmest i musikfilm.

## Biografi

### Supremes-tiden
Diana Ross startede med at synge sammen med Florence Ballard og Mary Wilson i 1959. I begyndelsen var der yderligere et medlem i gruppen, (Betty McGlown) men allerede omkring 1961 var gruppen blevet til trioen med navnet The Supremes.
Fra starten skiftedes de tre til at synge førstestemme, men da de fik kontrakt med Motown i 1964, blev Ross permanent førstestemme. Gruppen blev straks en succes og havde ti singler, der blev nr. 1 på pophitlisten inden for de første fire år.
I 1967 blev Ballard udskiftet med Cindy Birdsong, og samtidig blev der lagt endnu mere vægt på Ross' førerplads i gruppen, da den skiftede navn til Diana Ross & the Supremes. Gruppen fortsatte med at lave hits, men i starten af 1970 forlod Diana Ross gruppen for at tage fat på en solokarriere. Gruppen kunne da se tilbage på et tiår som det mest succesfulde amerikanske navn, og på hitlisterne var de kun overgået af The Beatles.

### Solokarriere
Diana Ross fik ikke den ventede omgående succes som solokunstner, men hun blev valgt til hovedrollen som Billie Holiday i filmen Lady Sings the Blues, der var løst baseret på Holidays selvbiografi. Filmen og dens soundtrack blev en stor succes. Dette satte for alvor gang i hendes karriere igen, og hun havde blandt andet flere hits i duetter med Marvin Gaye. Snart medvirkede hun også sin anden film, Mahogany, der ligeledes blev en succes, også i form af filmens soundtracket.
De næste mange år gav mange stjernestunder for Ross, både alene og i samspil med blandt andet Lionel Richie. Et forsøg på en genforening af The Supremes blev dog en ubehagelig oplevelse, mens modsat en koncert i Central Park i New York, der blev ødelagt af en voldsom storm, endte som en positiv oplevelse, da Ross inviterede alle til at komme næste dag som plaster på såret. Der kom næsten 500.000 den følgende dag.
I 1990'erne er Diana Ross' stjerne blegnet lidt i USA, men ikke andre steder i verden. Hun udvidede sit repertoire med såvel endnu en jazzindspilning som et operaalbum, hvor hun sang sammen med Plácido Domingo og José Carreras, begge med stor succes. I det hele taget er hendes senere største successer kommet i samarbejde med andre, idet hun har haft hits med Rod Stewart og Westlife.

## Diskografi
For udgivelser med The Supremes, se The Supremes' diskografi.
Nedenfor er angivet soloudgivelser.
Studiealbum
- Diana Ross (1970)
- Everything Is Everything (1970)
- Surrender (1971)
- Touch Me in the Morning (1973)
- Diana & Marvin (med Marvin Gaye) (1973)
- Last Time I Saw Him (1973)
- Diana Ross (1976)
- Baby It's Me (1977)
- Ross (1978)
- The Boss (1979)
- Diana (1980)
- Why Do Fools Fall in Love (1981)
- Silk Electric (1982)
- Ross (1983)
- Swept Away (1984)
- Eaten Alive (1985)
- Red Hot Rhythm & Blues (1987)
- Workin' Overtime (1989)
- The Force Behind the Power (1991)
- A Very Special Season (1994)
- Take Me Higher (1995)
- Every Day Is a New Day (1999)
- Blue (2006)
- I Love You (2006)
- Diana Ross Sings Songs from The Wiz (2015)
- Thank You (2021)